# Thynnichthys polylepis
Thynnichthys polylepis är en fiskart som beskrevs av Bleeker, 1860. Thynnichthys polylepis ingår i släktet Thynnichthys och familjen karpfiskar. Inga underarter finns listade i Catalogue of Life.